# Haworthia nortieri var. pehlemanniae
Haworthia nortieri var. pehlemanniae és una varietat de Haworthia nortieri del gènere Haworthia de la subfamília de les asfodelòidies.

## Descripció
Haworthia nortieri var. pehlemanniae és una suculenta que es diferencia de l'espècie Haworthia nortieri en absència de taques translúcides a la fulla, i la semblança vegetativa amb H. arachnoidea a la mateixa zona és enganyosa. Tot i això, les fulles tenen un caràcter una mica més grisenc que ``H. arachnoidea.

## Distribució i hàbitat
Aquesta varietat creix a la província sud-africana del Cap Occidental, concretament, s'ha trobat a diverses altres localitats de les rodalies properes de Laingsburg, però també al nord del Moordenaarskaroo i al nord de Matjesfontein.
En el seu hàbitat sembla que afavoreix els esquistos en situacions relativament exposades enfront de Haworthia arachnoidea, que generalment prefereix els vessants sud més freds. Els dos tàxons creixen en associació molt estreta.

## Taxonomia
Haworthia nortieri  var. pehlemanniae va ser descrita per (C.L.Scott) M.B.Bayer i publicat a Haworthia Revisited: 130, a l'any 1999.
Etimologia
Haworthia: nom en honor del botànic britànic Adrian Hardy Haworth (1767-1833).
nortieri: epítet en honor del metge i botànic sud-africà el Dr. Pieter Le Fras Nortier (1884-1955).
var. pehlemanniae: epítet en honor de l'explorador i aficionat de suculentes namibià Inge Pehlemann (12 d'abril de 1947–).
Sinonímia
- Haworthia pehlemanniae C.L.Scott, Cact. Succ. J. (Los Angeles) 54: 70 (1982). (Basiònim/Sinònim substituït)
- Haworthia arachnoidea var. pehlemanniae (C.L.Scott) Halda, Acta Mus. Richnov., Sect. Nat. 4(2): 44 (1997).[6]